# 東伯町農業協同組合
東伯町農業協同組合（とうはくちょうのうぎょうきょうどうくみあい、通称JAとうはく）は、鳥取県東伯郡琴浦町にあった農業協同組合。
2007年に、鳥取中央農業協同組合（JA鳥取中央）と合併した。

## 事業区域
- 鳥取県東伯郡琴浦町（東伯地区）

## 拠点
- 本所
  - 鳥取県東伯郡琴浦町徳万558番地1
- 逢束出張所
  - 鳥取県東伯郡琴浦町逢束719番地
- 浦安支所
  - 鳥取県東伯郡琴浦町中尾504番地1
- 八橋支所
  - 鳥取県東伯郡琴浦町八橋1391番地1
- 下郷支所
  - 鳥取県東伯郡琴浦町釛474番地
- 上郷支所
  - 鳥取県東伯郡琴浦町山田365番地3
- 古布庄支所
  - 鳥取県東伯郡琴浦町古長268番地3